# Piptadenia gonoacantha
Piptadenia gonoacantha är en ärtväxtart som först beskrevs av Carl Friedrich Philipp von Martius, och fick sitt nu gällande namn av James Francis Macbride. Piptadenia gonoacantha ingår i släktet Piptadenia och familjen ärtväxter.

## Underarter
Arten delas in i följande underarter:
- P. g. gonoacantha
- P. g. inermis

## Bildgalleri

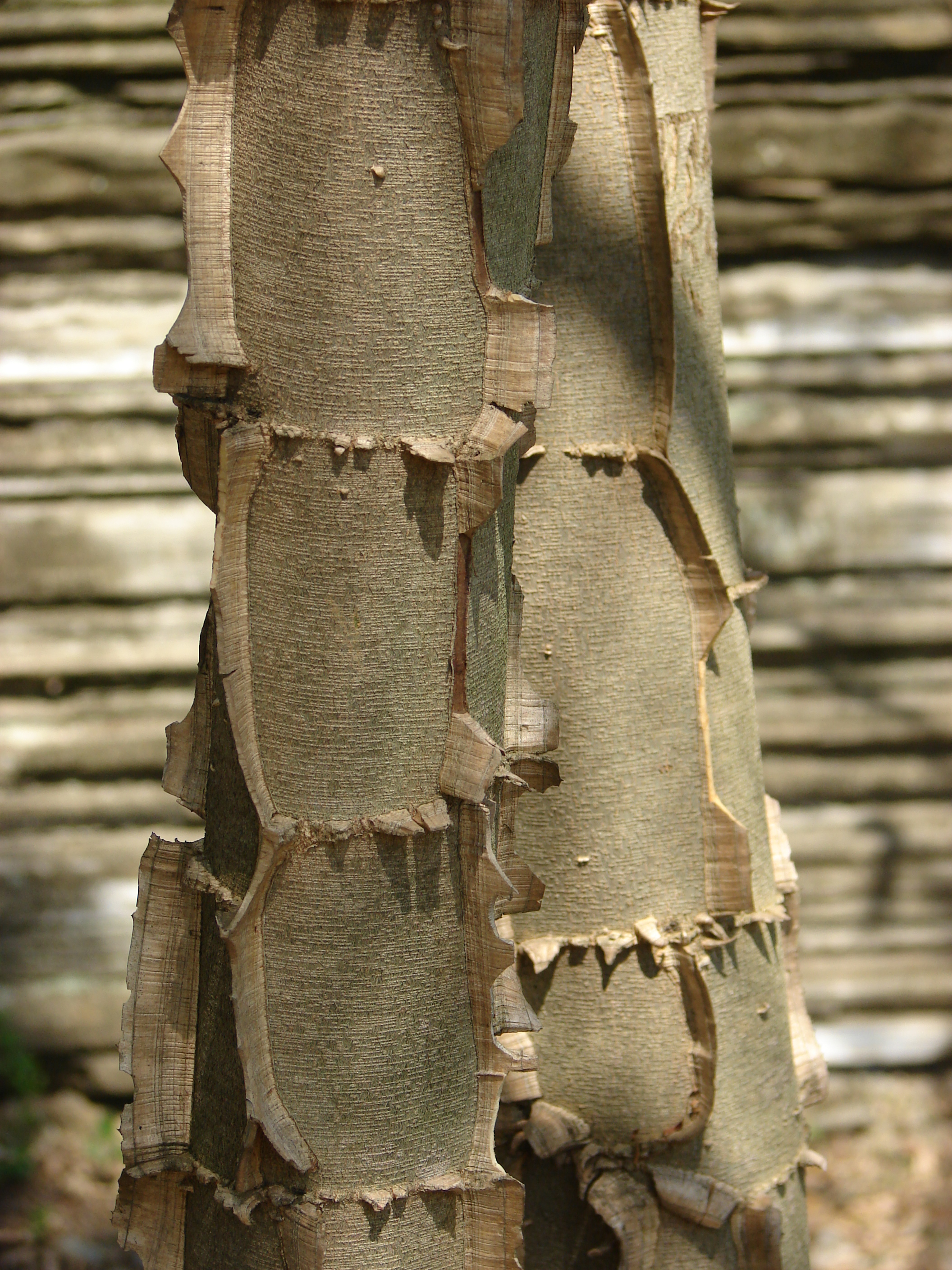
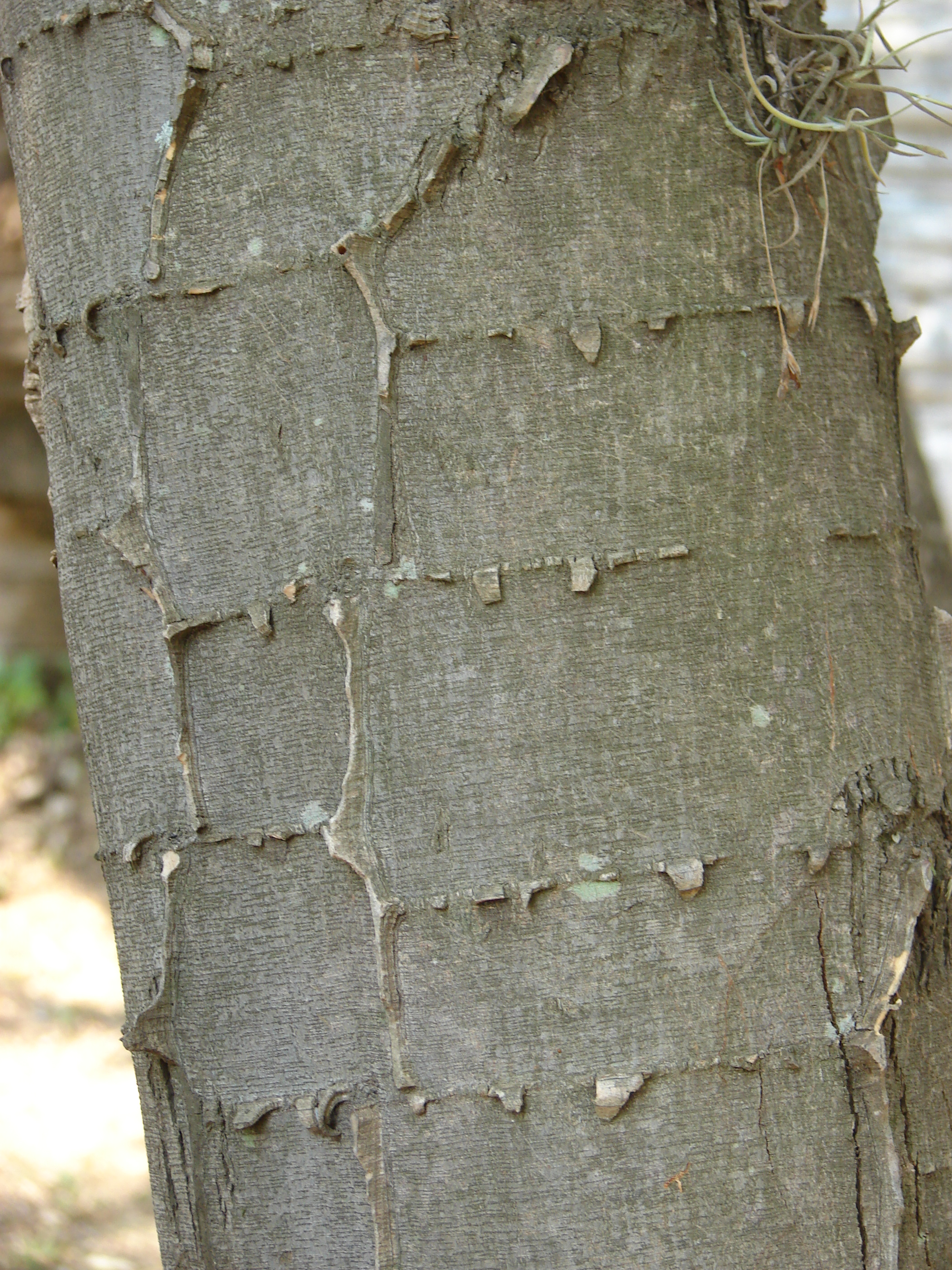
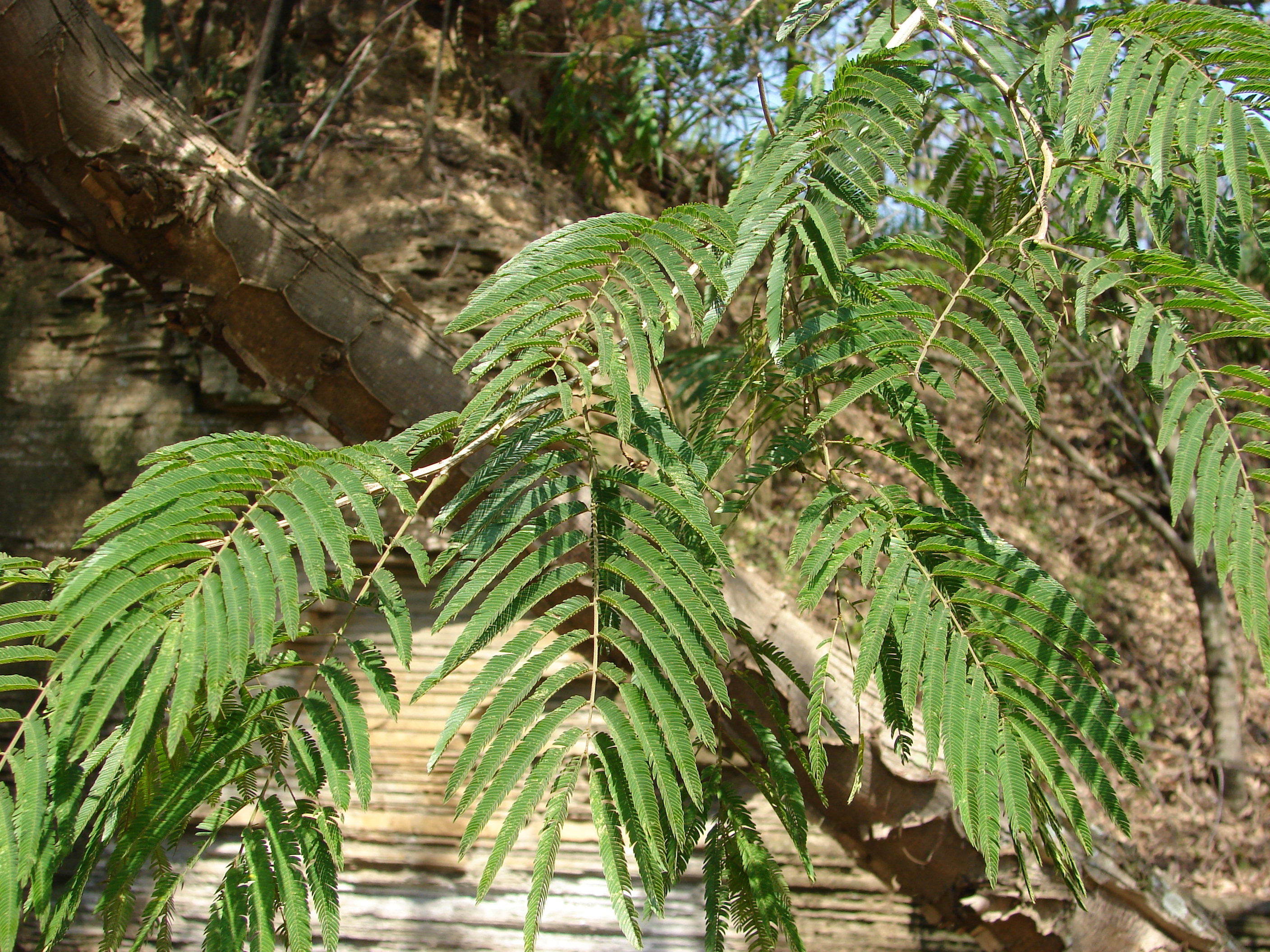
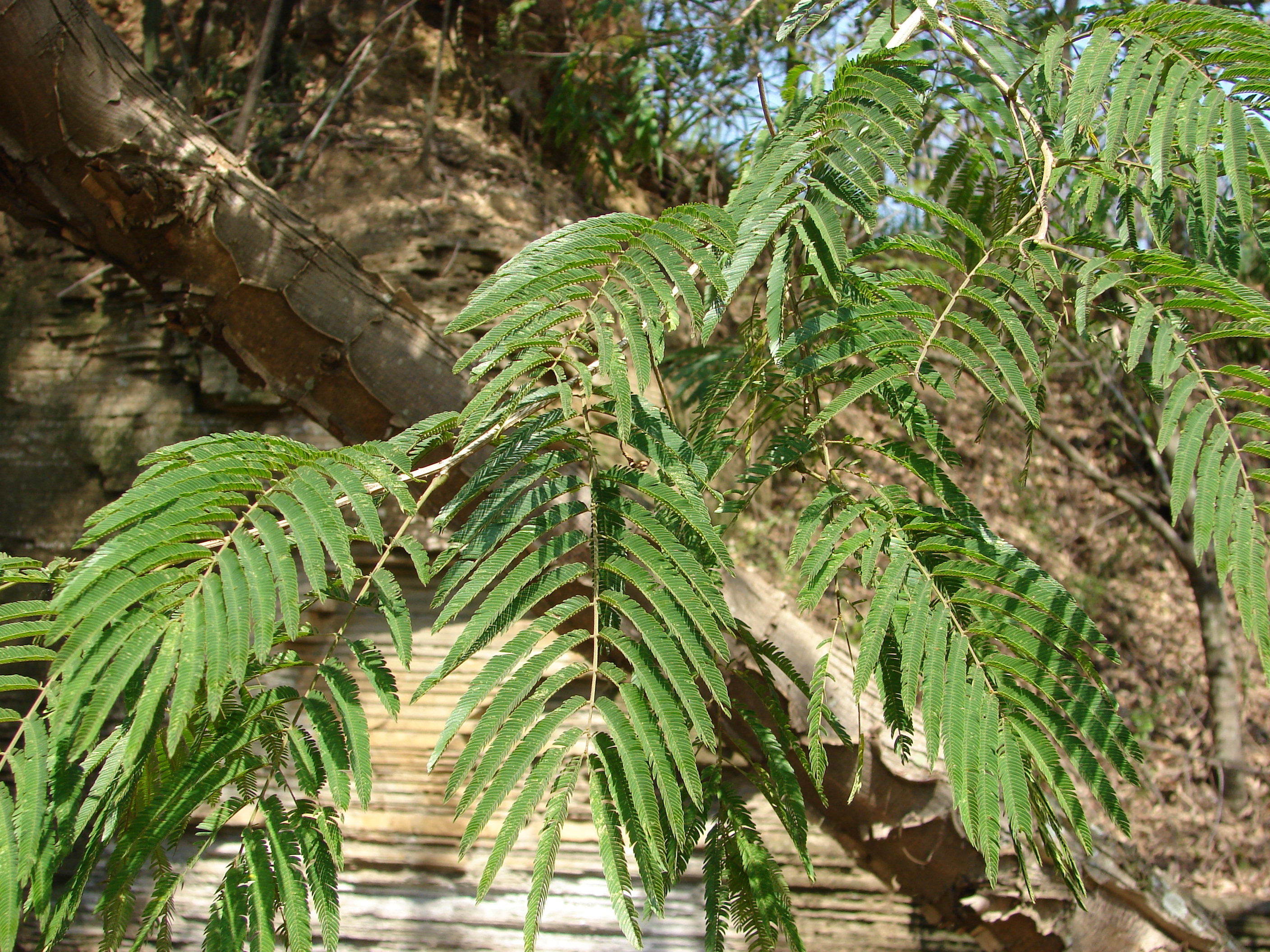
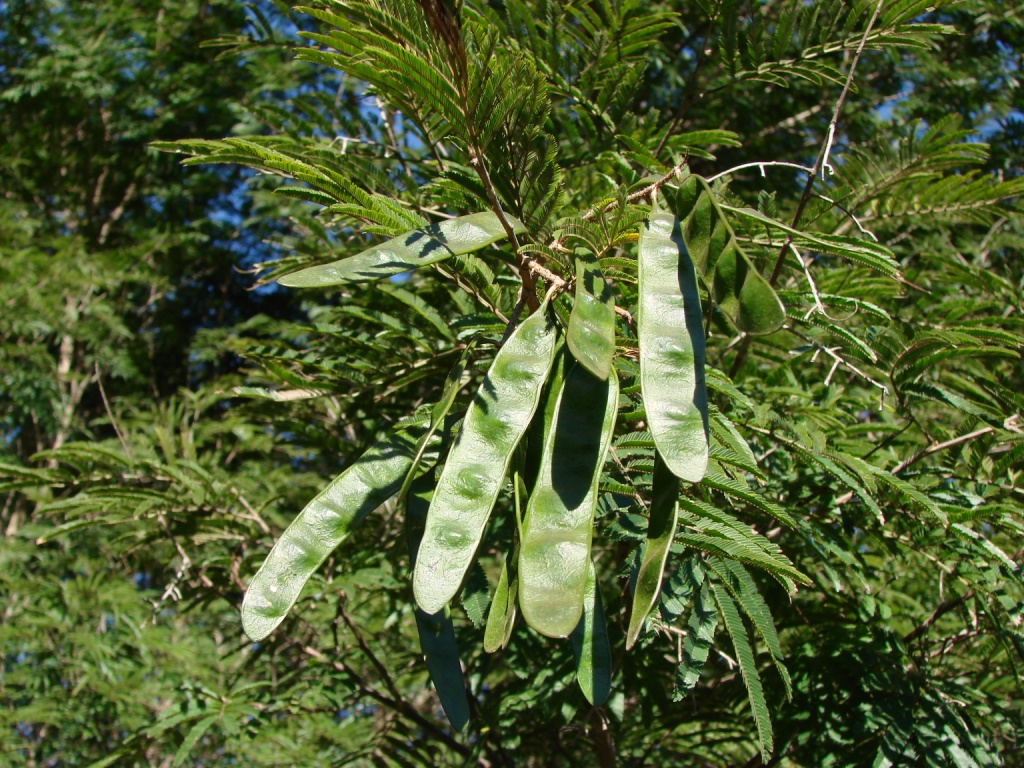
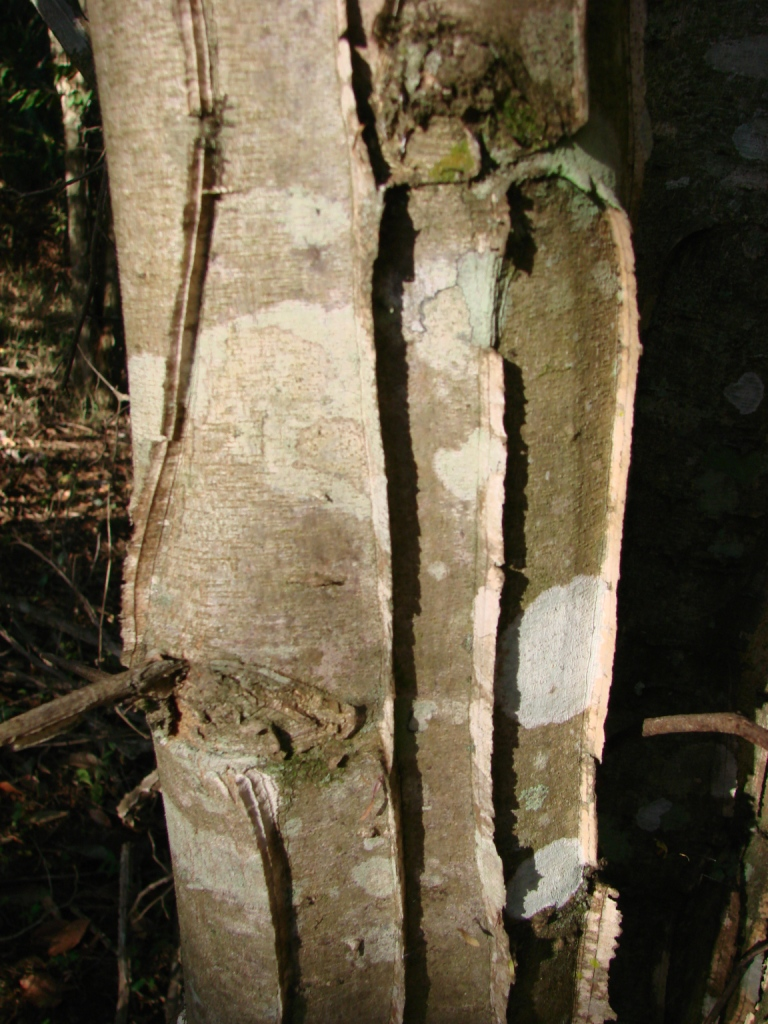